# Konavoške stijene
Konavoške stijene är ett stup i Kroatien.   Det ligger i länet Dubrovnik-Neretvas län, i den sydöstra delen av landet, 400 km söder om huvudstaden Zagreb. Närmaste större samhälle är Cavtat, 13 km nordväst om Konavoške Stijene. 